# Niederterrasse
Die Niederterrasse ist nach Albrecht Penck (um 1900) eine während der letzten Kaltzeit entstandene Flussterrasse.
Penck erkannte erstmals 1882 die Bedeutung von Flussterrassen für die Gliederung des Pleistozäns. Die Niederterrasse bildet heute das zumeist fruchtbare Ackerland längs der großen Flüsse Süddeutschlands.
Nach Forschungen späterer Geographen und Geologen (siehe Schotterterrasse) können Niederterrassen anderswo – je nach geografischer Lage – auch auf tektonische oder thalassostatische Ursachen zurückgehen.